# Echinogammarus monomerus
Echinogammarus monomerus is een vlokreeftensoort uit de familie van de Gammaridae. De wetenschappelijke naam van de soort is voor het eerst geldig gepubliceerd in 1978 door Stock.